# A Senhora de Shalott Olhando para Lancelot
A Senhora de Shalott Olhando para Lancelot, (em inglês:  The Lady of Shalott Looking at Lancelot) é um óleo sobre tela de pintura por John William Waterhouse, concluída em 1894. Ele mede 142,2 by 86,3 centímetros (56,0 pol × 34,0 pol). O artista a apresentou na Leeds Art Gallery, em 1895.
Ela é a segunda das três grandes pinturas de Waterhouse que retrata cenas do poema de Alfred Tennyson, "The Lady of Shalott", entre a primeira - A Senhora de Shalott - em 1888, e o terceiro - "Estou cansada de sombras", disse a Senhora de Shalott - em 1915.
No poema de Tennyson, a Senhora está confinado a uma torre em uma ilha perto de Camelot, amaldiçoada a não deixar a torre ou olhar para fora, em suas janelas. Ela tece uma tapeçaria, vendo o mundo exterior apenas através dos reflexos em um espelho atrás dela. A pintura retrata o ponto de cena na terceira parte do poema: a Senhora espiona o "audaz Sir Launcelot" no seu espelho: a visão do belo cavaleiro e o som dele cantando a afasta do seu tear para a janela, fio dourado ainda agarrada em torno de seus joelhos, caindo a maldição sobre ela como "o espelho rachado de um lado para o outro". Ela sai da torre para pegar um barco do outro lado do rio, mas encontra sua morte antes de chegar a Camelot.
O espelho quebrado revela parte da cena, ecoando um dispositivo usado por William Holman Hunt em 1853 na pintura O Despertar da Consciência e também na versão de Hunt de A Dama de Shalott (1882-1905).
O Victoria and Albert Museum possui o caderno de esboços de Waterhouse com os desenhos preliminares desenhos para o seu 1888 e 1894 pinturas de a Senhora de Shalott. Um estudo realizado por Falmouth Art Gallery. Um esboço a óleo para a pintura foi vendida após sua morte, em 1917, e desapareceu. Foi redescoberto em 2003, na Islândia, tendo sido comprado em Londres, por um pescador muitos anos antes. Foi mostrado em uma fotografia de Waterhouse realizada pela National Portrait Gallery, e difere em alguns aspectos da pintura final, em que a senhora usa um vestido branco: o vestido é vermelho no esboço. Waterhouse escolheu um vestido vermelho para sua terceira pintura da Senhora de Shalott,, "Estou cansada de sombras", disse a Senhora de Shalott. O desenho foi vendido em 2003.